# Hugh Lloyd-Jones
Peter Hugh Jefferd Lloyd-Jones, né le 21 septembre 1922 à Saint-Pierre-Port et mort le 5 octobre 2009, est un spécialiste britannique des lettres classiques et professeur de grec à l'université d'Oxford.

## Biographie
Peter Hugh Jefferd Lloyd-Jones, né le 21 septembre 1922 à Saint-Pierre-Port, est le premier enfant et fils unique du brevet William Lloyd-Jones (mort en 1963), officier de l'armée, et de son épouse, Norah Leila, née Jefferd.
Il étudie au lycée français à Londres et à Westminster. Dans cet établissement, le zèle du directeur, John Traill Christie, le pousse à faire des études supérieures. Professeur de grec à l'université d'Oxford, Hugh Lloyd-Jones est l'un des plus grands spécialistes de la littérature classique de sa génération.
En 1982 il épouse Mary Lefkowitz, professeure au Wellesley College.
Hugh Lloyd-Jones meurt le 5 octobre 2009 à l'âge de 87 ans.